# Arraiolos
Arraiolos – miejscowość w Portugalii, leżąca w dystrykcie Évora, w regionie Alentejo w podregionie Alentejo Central. Miejscowość jest siedzibą gminy o tej samej nazwie.

## Zabytki
- Zamek w Arraiolos

## Demografia
| Liczba ludności gminy Arraiolos (1801–2011) | Liczba ludności gminy Arraiolos (1801–2011) | Liczba ludności gminy Arraiolos (1801–2011) | Liczba ludności gminy Arraiolos (1801–2011) | Liczba ludności gminy Arraiolos (1801–2011) | Liczba ludności gminy Arraiolos (1801–2011) | Liczba ludności gminy Arraiolos (1801–2011) | Liczba ludności gminy Arraiolos (1801–2011) | Liczba ludności gminy Arraiolos (1801–2011) | Liczba ludności gminy Arraiolos (1801–2011) |
| ------------------------------------------- | ------------------------------------------- | ------------------------------------------- | ------------------------------------------- | ------------------------------------------- | ------------------------------------------- | ------------------------------------------- | ------------------------------------------- | ------------------------------------------- | ------------------------------------------- |
| 1801                                        | 1849                                        | 1900                                        | 1930                                        | 1960                                        | 1981                                        | 1991                                        | 2001                                        | 2004                                        | 2011                                        |
| 3 887                                       | 4 053                                       | 8 738                                       | 11 260                                      | 12 786                                      | 8 883                                       | 8 207                                       | 7 616                                       | 7 382                                       | 7 363                                       |

## Sołectwa
Sołectwa gminy Arraiolos (ludność wg stanu na 2011 r.):
- Arraiolos – 3386 osób
- Igrejinha – 932 osoby
- Sabugueiro – 396 osób
- Santa Justa – 225 osób
- São Gregório – 341 osób
- São Pedro de Gafanhoeira – 494 osoby
- Vimieiro – 1589 osób